# Jocelyne Saucier

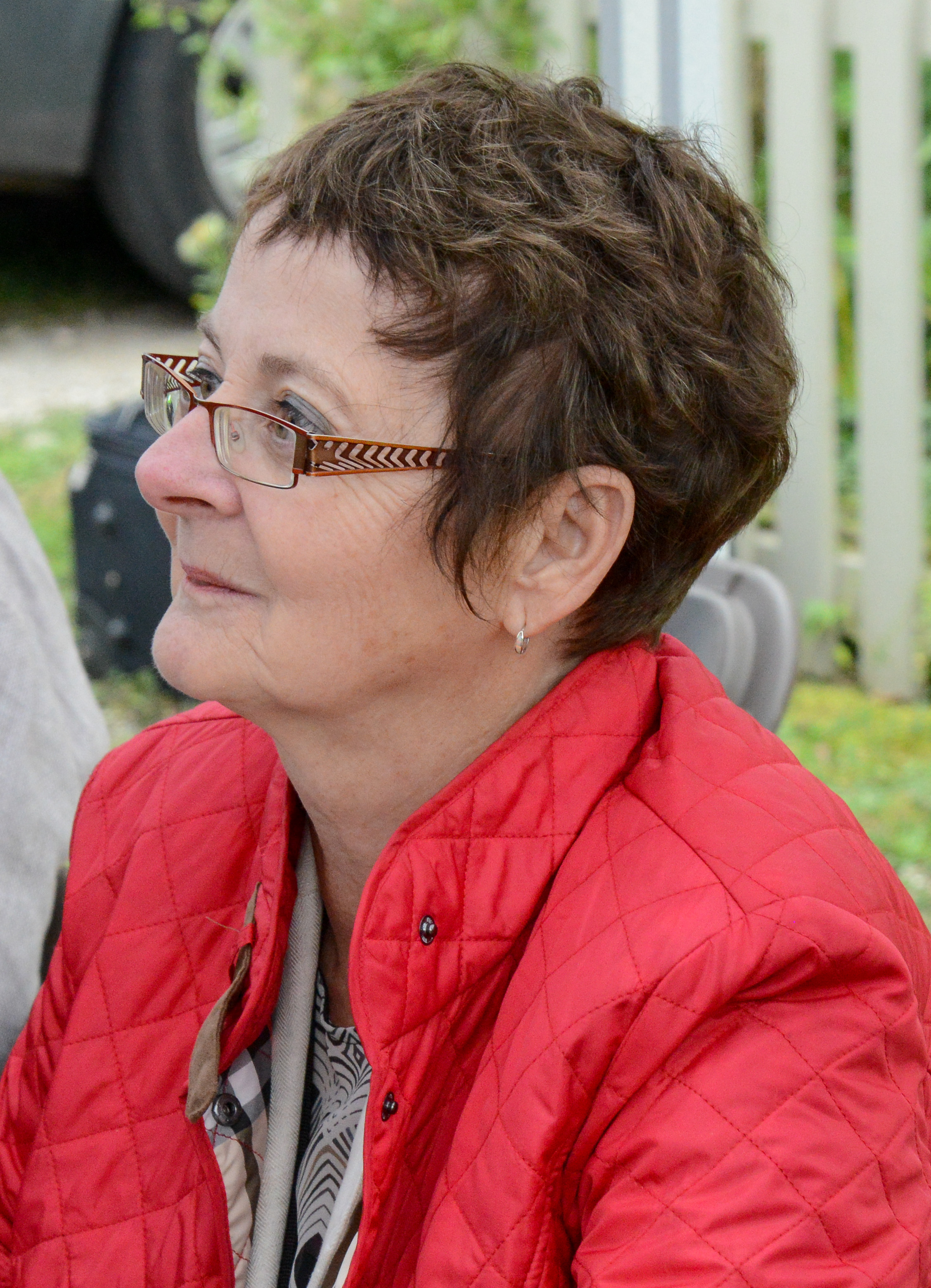
Jocelyne Saucier auf dem Eden Mills Writers' Festival, Guelph 2015

Jocelyne Saucier (geboren am 27. Mai 1948 in Clair, Provinz New Brunswick) ist eine kanadische Schriftstellerin französischer Sprache. Sie lebt seit 1961 in Rouyn-Noranda im Westen der Provinz Québec.

## Leben und Werk
Saucier studierte Politische Wissenschaften an der Université Laval mit dem Abschluss Baccalauréat und arbeitete dann als Journalistin in Abitibi. Ihr erster Roman La vie comme une image erschien 1996, der zweite Les héritiers de la mine 2001. Im Jahr 2006 publizierte sie Jeanne sur les routes. Einen unveröffentlichten Kinderroman hat sie 2007 zum Theaterstück umgeschrieben.
Sieglinde Geisler sieht in der NZZ am Sonntag eine Gemeinsamkeit der beiden bis 2019 auf Deutsch erschienenen Romane Sauciers:

„Alles ist hier überlebensgroß, denn Jocelyne Saucier erschafft einen mythischen Raum, mitsamt dem abgrundtiefen Humor, der zum Mythos gehört. Es ist der Ur-Mythos Nordamerikas, den Saucier in ihren Romanen weiterschreibt. Ihre Figuren träumen den Traum von der radikalen Anarchie in der "wilderness", abseits der Zivilisation.“

Saucier ist Mitglied der „Union des écrivains du Québec“ (Schriftstellerverband der Provinz Quebec).

## Ein Leben mehr(französisches OriginalIl pleuvait des oiseaux)
Ihr Roman, 2011 in Französisch erschienen, wurde in Kanada für vierzehn Literaturpreise nominiert. Er liegt seit 2015 in Deutsch, ferner in anderen Sprachen vor.
Die Erzählstränge des Romans sind
- der große Brand in Kanada 1916, das Matheson Fire[5], einer von vielen Rodungsbränden jener Zeit, die zahlreiche Todesopfer forderten, illustriert an der Person eines Überlebenden, der gerade jetzt (also um das Jahr 2000) verstorben ist und viele gemalte Bilder hinterlassen hat;
- das Verschwinden von Aussteigern hohen Alters in den "Untiefen", dem Dickicht der kanadischen Wildnis, sie sind vom Leben gezeichnet, "lustvolle Einsiedler", die sich keinen Zwängen mehr unterwerfen, als der Härte und Intensität der freien Natur. Sie leben wie außerhalb von Raum und Zeit, in Freiheit und Staatsferne, jeder in einer eigenen Waldhütte. Nur ihre Erinnerungen an die alte Zeit, als sie damals noch in der Zivilisation lebten, sind noch da. Dem Tod gegenüber sind sie gelassen, sie spüren seine Nähe, sie spielen fast mit ihm, schicken ihn bisweilen fort. Ihr Zusammentreffen an diesem Ort ist eher zufällig, sie beginnen hier gleichzeitig ein "neues Leben"[6], indem sie das alte weit hinter sich lassen. Ihre Lebensader zur Außenwelt bilden zwei jüngere Männer, welche die technische Ausrüstung dazu haben. Sie sorgen auch dafür, dass die gesetzlichen Renten der Uralten diese erreichen.

„Eine Geschichte, in der es um Menschen geht, die spurlos verschwinden, um einen Todespakt, der dem Leben sein Salz gibt, um den unwiderstehlichen Ruf der Wildnis und um die Liebe, die dem Leben seinen Sinn gibt... Die alten Männer würden aus allen Wolken fallen, wenn man sie fragen würde, ob sie glücklich sind. Sie müssen nicht glücklich sein, Hauptsache, sie sind frei... Angst haben sie nur vor den Sozialarbeiterinnen dieser Welt und davor, ihre Freiheit zu verlieren... Und der Tod? Der hockt immer noch in seinem Versteck. Um den Tod muss man sich keine Sorgen machen, er lauert in allen Geschichten.“

- eine Liebesgeschichte im Kreis ebendieser alten Männer, mit einer ebenfalls alten Frau, die dem psychiatrischen Zwangssystem des Staates nach vielen Jahrzehnten glücklich entkommen ist, die also ebenfalls aus dem "normalen" Leben verschwunden ist und ein neues Leben beginnt. Zum ersten Mal sieht sie einen Elch in seiner natürlichen Umgebung.
- und das auf lange Dauer angelegte Projekt einer jüngeren Fotografin, die gemalten Bilder des Überlebenden von 1916 und ihre eigenen Fotografien alter Menschen, die überwiegend zum Kreis der Überlebenden von großen Bränden gehören und inzwischen verstorben sind, in Toronto auszustellen, was ihr letztlich auch gelingt. Sie sammelt Gesichter und Geschichten aus der Zeit der großen Brände, will Zeitgenossenschaft ermöglichen.

„Ich liebe Geschichten, ich liebe es, wenn man mir ein Leben von Anfang an erzählt, mit allen Umwegen und Schicksalsschlägen, die dazu geführt haben, dass ein Mensch sechzig oder achtzig Jahre später vor mir steht, mit einem ganz bestimmten Blick, ganz bestimmten Händen und einer ganz bestimmten Art zu sagen, dass das Leben gut oder schlecht gewesen ist.“

Der Roman beschreibt das Leben der früher drei, nun noch zwei, knapp 90-jährigen Aussteiger im Wald, wozu auch der versteckte, illegale Anbau von Marihuana gehört. Der ruhige Tonfall des Romans spiegelt die abgeklärte Ideenwelt der alten Leute wider, auch ihre Beschäftigung mit dem Tod, den sie möglicherweise in nächster Zeit zu gewärtigen haben. Eine Strychnindose in jeder der Waldhütten markiert ihre Freiheit, ihrem Leben zu jenem Zeitpunkt ein Ende zusetzen, den sie selbst bestimmen. Saucier stellt vor allem die Idee menschlicher Freiheit dar, im Leben wie im Sterben. Das Symbol dieser Freiheit ist die Natur Nord-Kanadas, in ihrer Großartigkeit, aber auch Gefährlichkeit.

„Die Flucht in eine andere Welt rettete uns das Leben.“

„(The novel) uses the great fires as a meta-historical device to deliver a sleek modern parable on freedom and survival through reciprocity and interdependence.“

Radio Canada beurteilt das Buch aus Anlass des "Prix des lecteurs 2012", den es ihm verliehen hat:

„Le livre raconte l'histoire de trois vieux amis qui tournent le dos au monde et s'enfoncent dans la forêt. "C'est un roman qui a un peu le ton d'un conte, qui traite de l'amitié, de la liberté, de la vieillesse, de la mort." (Saucier)“

Die Autoren-Kollegin Marie Laberge meint zu diesem Buch:

„Il y a dans ces pages une grande maîtrise stylistique, ça, c'est sûr. Mais il y a avant tout une immense compassion pour l'humanité et un immense désir de vivre en connaissance de cause.“

Saucier betont, dass das Hauptthema des Buches das Altern darstellt

„Mais il ne faut pas banaliser la mort. J'ai peur qu'avec le temps, les vieux aient l'impression qu'ils n'ont plus le droit de vivre, qu'on leur fasse sentir que c'est indécent qu'ils soient encore là. Vieillir est un privilège, un privilège de pays riche. Partout, il y a des gens qui meurent avant d'avoir vécu leur vie...Le Nord m'inspire. Si on sent cet esprit de liberté, c'est parce que c'est encore un pays neuf, où tout est possible.“

Die erste Hälfte des Buchs bilden Kapitel, in denen die Stimme je einer anderen Figur spricht; in der 2. Hälfte gibt es hingegen einen auktorialen Erzähler. Die deutsche Übersetzung Sonja Fincks wird von der ungenannten Rezensentin im Westdeutschen Rundfunk, WDR 5, als "sprachmächtig" besonders gelobt. Die Rezensentin in WDR 3 bezeichnet den Roman als packend, berührend und faszinierend in seiner Darstellung des Altwerdens.
Einige Motive des Romans erinnern deutlich an Henry David Thoreaus Roman Walden aus dem 19. Jahrhundert, insbesondere das Aussteiger-Motiv in einer Waldhütte und die kritische Sicht auf staatliche Organe, welche das freie Individuum viel zu stark einschränken.

## Werke (in Deutsch)
- Ein Leben mehr. Roman. Übers. Sonja Finck. Insel, Frankfurt 2015, ISBN 3-458-17652-7 TB 2017, ISBN 978-3-458-36189-3 (Original: Il pleuvait des oiseaux. XYZ, Montréal 2011; Gallimard, Paris 2015)
  - Hörbuch: 5 CDs Steinbach sprechende Bücher, 2015. Stimmen Wolfgang Berger, André Eckner, Beate Rysopp ISBN 3-86974-224-0
  - Deutsche Hörspiel-Fassung: Geschichten des Überlebens, durch Deutschlandfunk Kultur, Regie: Andreas Jungwirth; Sounds: Ulrich Lampen; Stimmen: Cristin König, Katharina Matz, Günter Lamprecht, Tilo Prückner, Oliver Stokowski, Matthias Matschke; Komposition: Bert Wrede; Ton: Alexander Brennecke. Produktion 2017, Dauer 70 min, Ursendung 28. Mai 2017
  - Die englische Übersetzung durch Rhonda Mullins erhielt den Governor General’s Literary Award in der Sparte "Translation: French to English", 2015
- Übers. Sonja Finck, Frank Weigand: Niemals ohne sie. Insel, Frankfurt 2019 (Les héritiers de la mine, Éd. XYZ, 2001)
  - Hörbuch: Niemals ohne sie. Random House Audio, 2019, 370 min. (Ungekürzt) Stimmen Devid Striesow, Claudia Michelsen, Anna Thalbach, Sabin Tambrea, Robert Stadlober, Benno Fürmann
    - Englische Übers. Rhonda Mullins: Twenty-One Cardinals. Coach House Books, 2015

## Rezensionen (in Deutsch)
- Thomas Steinfeld: Kanadischer Roman: Einsame Spitze. Jocelyn Saucier entzündet Signalfeuer der Freiheit und erzählt von der Souveränität des Alters unter den Bedingungen der Wildnis. Süddeutsche Zeitung, 12. Oktober 2015 Umfassende Rezension
- Ulrike Köhler: "Ein Leben mehr", auf der Website "Literaturtipps"[12]
- Sophie Weigang: Jocelyne Saucier: Ein Leben mehr. Auf der Website Literaturen
- Bories vom Berg: Wenn es Vögel regnet. Literaturzeitschrift, 11. Mai 2017
- Jennifer Dummer:  Ein Leben mehr. Zur Buchmesse Frankfurt 2020/2021: Rezension, auf "quelesen. Literatur aus Quebec", Oktober 2020

## Preisträgerin (Auswahl) fürIl pleuvait des oiseaux
- Canada Reads/Le combat des livres, Radio Canada, französische Sparte, 2013.[13] Die "Verteidigerin" dieses Buchs war Geneviève Guérard.
- Canada Reads, Radio Canada, englische Sparte, für die Übersetzung, Diskussion über anfänglich 5 Bücher, 2015.[14] Die "Verteidigerin" dieses Buchs war Martha Wainwright.
- Prix littéraire des collégiens, 2012
- Prix littéraire, France-Québec, 2012
- "Prix des cinq continents de la francophonie", 2011[15]

### Sonstige Preisträgerin
- "Prix à la création artistique" des Conseil des arts et des lettres du Québec, CALQ, für die Region l’Abitibi-Témiscamingue, 2010

## Weitere Medien zu "Ein Leben mehr"
- Hörbuch, Produzent: Bayerische Blindenhörbücherei, Stimme: Robert Valentin Hofmann (vollständige Fass. 5 h 56'), bundesweit ausleihbar oder zu erwerben bei Deutsches Zentrum für barrierefreies Lesen, Nr. 34033, sowie bei den entsprechenden Bibliotheken in Österreich und der Schweiz (Fernleihe)
- Outsiders films produziert seit Juli 2018 einen Film nach "Ein Leben mehr", zunächst in den beiden kanadischen Hauptsprachen. Das Drehbuch schrieben Catherine Léger und Louise Archambault. Mitwirkende sind Ginette Petit und Nathalie Bissonnette als Produzentinnen und Andrée Lachapelle, Rémy Girard, Louise Portal, Gilbert Sicotte, Ève Landry und Éric Robidoux als Darsteller; ihre Porträts gibt es auf den Seiten des Produzenten. Die Produktion kam im September 2019 in Kanada in die Kinos. Ein Trailer ist bei der Société Radio-Canada verfügbar.[16]
- Hörspiel: Ein Leben mehr. Bearb.: Andreas Jungwirth, Regie und Sounds: Ulrich Lampen. Stimmen: Cristin König, Katharina Matz, Günter Lamprecht, Tilo Prückner, Oliver Stokowski, Matthias Matschke. Komposition: Bert Wrede, Ton: Alexander Brennecke. 70 min. Erstsendung 28. Mai 2017, in Deutschlandfunk Kultur (zugl. Produzent)
- 1. Oktober 2013: Die Autorin auf YouTube zum Roman. Rentrée littéraire 2013. In frz. Sprache
- Video auf Babelio, frz.
- Jocelyne Saucier ou l’ambivalence créatrice (frz.), Lettres québécoises No 148, Winter 2012, p. 3–72, Zugang über érudit 20, von André Brochu. Das abgebildete Titelbild zeigt ein Porträt der Autorin.

## Verkaufserfolg
Nach Auskunft von Arnaud Foulon, Vizepräsident des kanadischen Branchenverbands der Verleger, "Livres Canada Books" war Il pleuvait des oiseaux 2016 das im Ausland (in seinen ca. 12 Übersetzungen) meistverkaufte Buch eines kanadischen Autors.

## Notizen
1. ↑  L’Île, L’Infocentre littéraire des écrivains québécois
2. ↑  in Kanada, wie in Belgien, ein akademischer Abschluss, nicht wie im Mutterland Frankreich lediglich ein höherer Schulabschluss wie das deutsche Abitur
3. ↑  Liste in der französischen Wikipedia zum Lemma Jocelyne Saucier
4. ↑  Niederländisch: Het regende vogels. Übers. Marianne Kaas. Meridiaan, Amsterdam 2015, ISBN 90-488-2216-5; Englisch: And the Birds Rained Down. Übers. Rhonda Mullins. (Für Nordamerika:) Coach House, Toronto 2012, ISBN 1-55245-268-9; (für Europa:) Coach House, London 2013, ISBN 1-55245-268-9 Kanadische Medien zum Buch, mit Linkliste (Memento vom 8. Dezember 2015 im Internet Archive); in Schwedisch: Det regnade fåglar. Übers. Magdalena Sørensen. Tranan, Stockholm 2013, ISBN 91-87179-04-0. Spanisch: Y llovieron pájaros Übers. Luisa Lucuix Venegas. Editorial Minuscula, 2018
5. ↑  vgl. en:Matheson Fire und Désastres, Abschnitt: Incendies et explosions. In: The Canadian Encyclopedia. (englisch, französisch)., und Incendies ravageurs. In: The Canadian Encyclopedia. (englisch, französisch)., frz.
6. ↑  vgl. den Buchtitel
7. ↑  Online "Der Roman greift die Großen Brände auf, ein Kunstgriff, der mit der Geschichte wenig zu tun hat, um eine eingängige moderne Parabel zu zeichnen, eine Parabel über die Freiheit und das Überleben durch Gegenseitigkeit und Wechselbeziehungen."
8. ↑  "Das Buch erzählt die Geschichte dreier altgewordener Freunde. Sie haben der übrigen Welt den Rücken gekehrt und sich im Wald vergraben. Saucier: Es ist ein Roman, der im Ton einem Märchen ähnelt. Es handelt von der Freundschaft, der Freiheit, vom Alter, vom Tod"
9. ↑  "Natürlich sehen wir in diesem Buch eine großartige Stylistin am Werk. Aber vor allem sehen wir ein grenzenloses Mitleiden mit der Menschheit und einen grenzenlosen Wunsch, den wahren Grund des Lebens zu erkennen... Es ist der Norden (Kanadas), aus dem ich Anregungen schöpfe. Wenn man diesen Geist der Freiheit fühlt, dann deshalb, weil es immer noch ein Neuland ist, in dem alles möglich ist."
10. ↑  "Wir sollten den Tod nicht auf die leichte Schulter nehmen. Ich hege die Befürchtung, dass allmählich alte Menschen den Eindruck erhalten, sie hätten kein Recht mehr auf das Leben, ja, dass man sie spüren lässt, es sei irgendwie unpassend, dass sie noch da sind. Altwerden ist ein Vorrecht, ein Vorrecht in reichen Ländern. Und überall gibt es Menschen, die sterben, ohne ihr Leben gelebt zu haben.
11. ↑  siehe Weblinks
12. ↑  "Die Erinnerungen an die Großen Brände hängen noch immer über den nordkanadischen Wäldern, in denen drei alte Männer Zuflucht vor der Welt gefunden haben. Unter ihnen eine Legende, Ed Boychuck, der Junge, der durch die Flammen lief. Die Fotografin kennt die Geschichten und Gesichter der letzten Überlebenden der Tragödie. Als sie und eine alte Dame, ein zerbrechliches Vögelchen, in die Gemeinschaft der rauen Männer aufgenommen werden, geschieht ein Wunder aus Liebe und Hoffnung. „Ein Leben mehr“ ist ein kleines Buch von bezaubernder Wärme und Herzlichkeit..."
13. ↑  Das Format besteht in beiden Sprachversionen aus der Bekanntgabe von fünf Buchtiteln zur öffentlichen Diskussion im Januar eines Jahres und einer Fernsehdiskussion, mit wechselnden Teilnehmern, im März.
14. ↑  Das Thema dieser Diskussion war "One Book to Break Barriers", also Ein Buch, das Grenzen einreißt
15. ↑  Begründung (Memento des Originals vom 1. Dezember 2017 im Internet Archive)  Info: Der Archivlink wurde automatisch eingesetzt und noch nicht geprüft. Bitte prüfe Original- und Archivlink gemäß Anleitung und entferne dann diesen Hinweis., in Frz.
16. ↑  Trailer, frz.
17. ↑  Foulon, Interview (Memento des Originals vom 25. Juni 2018 im Internet Archive)  Info: Der Archivlink wurde automatisch eingesetzt und noch nicht geprüft. Bitte prüfe Original- und Archivlink gemäß Anleitung und entferne dann diesen Hinweis.

| Personendaten    | Personendaten                 |
| ---------------- | ----------------------------- |
| NAME             | Saucier, Jocelyne             |
| KURZBESCHREIBUNG | kanadische Schriftstellerin   |
| GEBURTSDATUM     | 27. Mai 1948                  |
| GEBURTSORT       | Clair (New Brunswick), Kanada |